# Гърлица (окръг Кюстенджа)
Вижте пояснителната страница за други значения на Гърлица.
Гърлица  (на румънски: Gârliţa) е село, център на община в окръг Кюстенджа, Северна Добруджа, Румъния.

## География
Селото е разположено на няколко километра източно от Силистра и е част от Община Остров.

## История
Гърлица е старо българско село, което е запуснато. В 1830 година е възстановено от седем къщи преселници от близките села Алфатар, Алмали и Кайнарджа. В 1833 година идват, връщайки се от Бесарабия, повече от дванадесет къщи българи от Сливенско, а в 1834 - седем-осем къщи от Разградско.
При избухването на Балканската война в 1912 година един човек от Гърлица е доброволец в Македоно-одринското опълчение. Запазени са сведения за тържествено откриването на българско училище в селото на 12 юли 1917 година. Българското население на Гърлица се изселва в България по силата на подписаната през септември 1940 година Крайовска спогодба.

## Личности
Родени в Гърлица
- Раде Василев (Ради, 1893 – ?), 3 рота на 7 кумановска дружина, носител на орден „За храброст“[4]